# Stygionympha irrirata
Stygionympha irrirata är en fjärilsart som beskrevs av Henry Trimen 1873. Stygionympha irrirata ingår i släktet Stygionympha och familjen praktfjärilar. Inga underarter finns listade i Catalogue of Life.